# Второй дивизион Испании по футболу среди женщин
Примера Федерасьон (исп. Primera Federación Femenina) — второй по значимости дивизион в женской системе футбольных лиг Испании после Высшего дивизиона.
Ранее был известен как Примера Насьонал (исп. Primera Nacional de Fútbol Femenino) (до 2011 года), Сегунда (исп. Segunda División Femenina) (до 2019 года) и Сегунда ПРО (исп. Segunda División PRO) (до 2022 года). В 2022 году после реорганизации испанского футбола в целом, как мужского, так и женского, образовалась единая система лиг, в который образовался ныне существующий турнир — Примера Федерасьон.

## История

### Формат проведения

#### Сегунда
В 2011 году новый импульс со стороны Федерации футбола Испании даёт ребрендинг турниру, сменив его название на «Сегунда» (подобно мужским соревнованиям). Сохранился территориальный принцип соревнования: семь групп (в одной - две подгруппы), победители каждой группы/подгруппы (восемь команд) выходят плей-офф, где разыграют между собой две путевки на повышение в Высший дивизион.
- Группа 1 — Астурия, Галисия, Кантабрия
- Группа 2 — Наварра, Риоха, Страна Басков, часть от Арагона
- Группа 3 — Балеарские острова, Каталония, часть от Арагона
- Группа 4 — Андалусия, Эстремадура, часть от Кастилия-Ла-Манча + автономный город Сеута
- Группа 5 — Кастилия-Леон, Мадрид, часть от Кастилия-Ла-Манча
- Группа 6 — Канарские острова:
  - провинция Лас-Пальмас
  - провинция Санта-Крус-де-Тенерифе
- Группа 7 — Валенсия, Мурсия, часть от Кастилия-Ла-Манча

#### Сегунда ПРО
В сезоне 2019/20 годов образовался дивизион под названием «Сегунда Дивизион ПРО», который в дальнейших проектах должен был называться Первым дивизионом "B" и в котором команды были разделены на две группы в зависимости от их географического положения: группа «Север» и группа «Юг», по 16 команд в каждой. Начиная с сезона 2020/21 эти две группы были разделены ещё на две подгруппы, чтобы расширить участие до 34 команд (по 17 команд в каждой группе).
В первый сезон попали тридцать команд из Сегунды, а также две выбывшие команды из Высшего дивизиона. Остальные команды Сегунды образовали третий дивизион.
- Сезон 2019/20 (32) — группа «Север» (16) + группа «Юг» (16). Победители обеих групп выходят в Высший дивизион.
- Сезон 2020/21 (34) — группа «Север»: подгруппа А (8), подгруппа В (9) + группа «Юг»: подгруппа А (8), подгруппа В (9). Команды всех подгрупп, занявшие места с 1 по 4, образуются по такому же географическому признаку в две подгруппы «на повышение»; их победители выходят в Высший дивизион. Остальные команды, которые заняли в своих подгруппах места с 5 по 8-9, отправляются в две подгруппы «на выбывание», восемь из которых выбывают в Третий дивизион.
- Сезон 2021/22 (32) — группа «Север» (16) + группа «Юг» (16).  Победители обеих групп выходят в Высший дивизион.

#### Примера Федерасьон
Перед сезоном 2022/23 проходит масштабная реорганизация футбольных лиг Испании, по итогам которой утверждается единый второй дивизион — «Примера Федерасьон», проводившийя по стандартному принципу повышение/понижение. Структура турнира становится следующей: напрямую в Высший дивизион выходит победитель, а команды, занявшие места со второе по пятое, разыграют вторую путевку через раунд плей-офф.

## Команды участницы сезона 2023/24
| Клуб                | Статус команды  | Место по итогам сезона 2022/23   |
| ------------------- | --------------- | -------------------------------- |
| АЕМ                 | Самостоятельная | 7-е                              |
| Алавес              | Самостоятельная | 16-е в Высшем дивизионе          |
| Альхама             | Самостоятельная | 15-е в Высшем дивизионе          |
| Атлетик Бильбао B   | Резервная       | 11-е                             |
| Атлетико Мадрид B   | Резервная       | 1-е (север) в Сегунде Федерасьон |
| Барселона B         | Резервная       | 1-е                              |
| Европа              | Самостоятельная | 2-е (север) в Сегунде Федерасьон |
| Депортиво           | Самостоятельная | 3-е                              |
| Касереньо           | Самостоятельная | 6-е                              |
| Мадрид B            | Резервная       | 1-е (юг) в Сегунде Федерасьон    |
| Логроньо            | Самостоятельная | 8-е                              |
| Осасуна             | Самостоятельная | 4-е                              |
| Фундасьон Альбасете | Самостоятельная | 10-е                             |
| Эспаньол            | Самостоятельная | 9-е                              |

## Чемпионы Второго дивизиона

### Примера Насьонал
В данном разделе показаны победители каждой групп, так как они автоматически получают путёвку в раунд плей-офф. Победители плей-офф, а также другие команды, которые получили путёвку в Высший дивизион (с соответствующими сносками), обозначены зелёным цветом.
| Сезон   | Группа 1                  | Группа 2         | Группа 3           | Группа 4                               | Группа 5                     | Группа 6        |
| ------- | ------------------------- | ---------------- | ------------------ | -------------------------------------- | ---------------------------- | --------------- |
| 2001/02 | Leioa                     | Amigos del Duero | Барселона          | Райо Вальекано                         | Атлетико Хинненсе            | Райко           |
| 2002/03 | Лагунак                   | Хихон            | Барселона          | Райо Вальекано                         | Атлетико Хинненсе            | Райко           |
| 2003/04 | Оярсун                    | Хихон            | Барселона          | Атлетико Мадрид                        | Андалусия                    | Райко           |
| 2004/05 | Транспортес Алькайне      | Хихон            | Эстартит           | Спортинг Плаза де Аргель               | Nuestra Señora de la Antigua | Райко           |
| 2005/06 | Реал Сосьедад1            | Атлетико Арусана | Эстартит           | Атлетико Мадрид                        | Спортинг                     | Райко           |
| 2006/07 | Мариньо                   | Реосин           | Эстартит           | Коледжио Алемани                       | Атлетико Малага              | Райко           |
| 2007/08 | Лагунак                   | Эль-Оливо        | Барселона          | Посуэло-де-Аларкон                     | Атлетико Малага              | Аргинегин       |
| 2008/09 | Оярсун                    | Овьедо Модерно   | Кольеренсе         | Атлетико Мадрид B Фундасьон Альбасете1 | Атлетико Хинненсе2           | Такуэнсе        |
| 2009/10 | Атлетик Бильбао B Оярсун4 | Реосин           | Сан-Габриэль       | Фундасьон Альбасете                    | Эстремадура                  | Чарко-дель-Пино |
| 2010/11 | Абанто                    | Эль-Оливо        | Эспаньол B Жирона5 | Райо Вальекано B Фундасьон Альбасете6  | Льянос-де-Оливенса           | Такуэнсе        |

### Сегунда
В данном разделе показаны победители каждой групп, так как они автоматически получают путёвку в раунд плей-офф. Победители плей-офф, а также другие команды, которые получили путёвку в Высший дивизион (с соответствующими сносками), обозначены зелёным цветом.
| Сезон   | Группа 1        | Группа 2                       | Группа 3              | Группа 4     | Группа 5                    | Группа 6            | Группа 7                   | Лучшая команда второго места |
| ------- | --------------- | ------------------------------ | --------------------- | ------------ | --------------------------- | ------------------- | -------------------------- | ---------------------------- |
| 2011/12 | Овьедо Модерно  | Атлетик Бильбао B Оярсун1      | Леванте Лас-Планас    | Севилья      | Торрехон                    | Такуэнсе            | Фундасьон Альбасете        | Фемаргин                     |
| 2012/13 | Овьедо Модерно2 | Аньорга                        | Жирона                | Гранада      | Торрехон2                   | Чарко-дель-Пино     | Фундасьон Альбасете        | Эль-Оливо                    |
| 2013/14 | Эль-Оливо       | Атлетик Бильбао B Оярсун3      | Эспаньол B Льейда4    | Санта-Тереза | Райо Вальекано B Ла-Солана5 | Гранадилья Тенерифе | Фундасьон Альбасете        | Спортинг Плаза де Аргель     |
| 2014/15 | Эль-Оливо       | Оярсун                         | Леванте Лас-Планас    | Реал Бетис   | Мадрид                      | Фемаргин            | Спортинг Плаза де Аргель   | Гранадилья Тенерифе          |
| 2015/16 | Эль-Оливо       | Логроньо                       | Барселона B Сеагуль6  | Реал Бетис   | Атлетико Мадрид B Мадрид7   | Такуэнсе            | Валенсия B Лорка8          | Фемаргин                     |
| 2016/17 | Овьедо Модерно  | Атлетик Бильбао B Сан-Игнасио9 | Барселона B Сеагуль10 | Севилья      | Мадрид                      | Фемаргин            | Спортинг Плаза де Аргель11 | Не выявлялась                |
| 2017/18 | Овьедо Модерно  | Логроньо                       | Барселона B Сеагуль12 | Малага       | Такон                       | Фемаргин            | Спортинг Плаза де Аргель   | Не выявлялась                |
| 2018/19 | Депортиво       | Осасуна                        | Сарагоса              | Санта-Тереза | Такон                       | Фемаргин            | Валенсия B Альхама13       | Хуан Гранде                  |

### Сегунда ПРО
| Сезон   | Чемпион Северной группы           | Чемпион Южной группы | Другие команды, повышенные в классе |
| ------- | --------------------------------- | -------------------- | ----------------------------------- |
| 2019/20 | Атлетик Бильбао B (без повышения) | Санта-Тереза         | Эйбар (группа «Север»)              |
| 2020/21 | Депортиво                         | Вильярреал           | —                                   |
| 2021/22 | Леванте Лас-Планас                | Альхама              | —                                   |

### Примера Федерасьон
| Сезон   | Чемпион                     | Победитель плей-офф | Другие команды, повышенные в классе |
| ------- | --------------------------- | ------------------- | ----------------------------------- |
| 2022/23 | Барселона B (без повышения) | Гранада             | Эйбар                               |